# Ken Stornes
Ken-William Hansen Stornes (* 23. September 1988 in Harstad) ist ein norwegischer Extremsportler. 
Stornes stellte im Dezember 2023 den Weltrekord im "Death diving" bzw. "Dødsing" oder auch "Døds diving" auf. Er sprang von einer Klippe aus 40,5 Meter Höhe in den zu dieser Zeit eisigen See Oppstrynsvatnet in Stryn in Norwegen. Dieser Rekord wurde bereits im Jahr 2024 vom Franzosen Come Girardot mit 44,3 Meter gebrochen.
Ken Stornes diente mehrere Jahre in der norwegischen Armee in einer Infanterie-Spezialeinheit, wo er auch zum Sanitäter ausgebildet wurde.
Sowohl 2004 als auch 2006 war Stornes norwegischer Taekwondo-Champion. 2018 belegte Stornes den zweiten Platz in der norwegischen Jujitsu-Meisterschaft.
Stornes lebt in Elverum.

## Buch
mit Heidi Friedrich: "Mein Leben als letzter Wikinger", Mosaik 2025, ISBN 978-3442394449